# Salim Bennai
Salim Bennai (en arabe : سليم بناي) est un footballeur algérien né le 25 mars 1997 à Alger. Il évolue au poste de milieu défensif au MC Oran.

## Biographie
Il évolue en première division algérienne avec le club de l'US Biskra, avant d'aller au NA Hussein Dey en septembre 2020.

## Palmarès
US Biskra
- Championnat d'Algérie D2 (1) :
  - Champion : 2018-19.